# ATI Switchable Graphics
ATi Switchable Graphics技术是一项可将ATi独立显卡与Intel集成显卡共享PCI-E 2.0 16X总线，通过驱动程序实时控制独显与集显工作状态以及PCI-E总线占用分配，以此实现的独显与集显切换的功能。因为是软件控制而无需硬件切换，因此可以做到不关机重启即实现热切换，并且切换等待时间相当短。此功能必须以特定的驱动支持来实现。
因双显卡切换需要Windows7系统的WDDM 2.1驱动架构的支持才能实现，因此Windows7之前的所有Windows系统版本（包括XP、Vista等）均不能以此实现显卡切换。